# Vereidigung (Schweiz)

Vereidigung der Mitglieder des Bundesrates (1971)

Die Schweizer Rechtsordnung sieht für verschiedene Personen eine Vereidigung (zum Teil auch Anlobung genannt) vor. An Stelle des Eides kann auch ein Gelübde ohne religiöse Elemente abgelegt werden.

## Vereidigung der Träger öffentlicher Ämter des Bundes
Gemäss Artikel 3 des Parlamentsgesetzes legen die Mitglieder der Bundesversammlung und die von der Bundesversammlung gewählten Personen (namentlich die Mitglieder des Bundesrates, der Bundeskanzler, die Bundesrichter und im Kriegsfall der General) den Eid oder das Gelübde ab. Wer sich weigert, verzichtet auf sein Amt.
Der Eid lautet: «Ich schwöre vor Gott dem Allmächtigen, die Verfassung und die Gesetze zu beachten und die Pflichten meines Amtes gewissenhaft zu erfüllen.»
Das Gelübde lautet: «Ich gelobe, die Verfassung und die Gesetze zu beachten und die Pflichten meines Amtes gewissenhaft zu erfüllen.»
Diese Formulierungen gelten seit 2003. Zuvor hatte von 1848 bis 2003 eine ausführlichere Formel gegolten:

„Ich schwöre vor Gott, dem Allmächtigen, die Verfassung und Gesetze des Bundes treu und wahr zu halten, die Einheit, Kraft und Ehre der schweizerischen Nation zu wahren, die Unabhängigkeit des Vaterlandes, die Freiheit und die Rechte des Volks und seiner Bürger zu schützen und zu schirmen, und überhaupt alle mir übertragenen Pflichten gewissenhaft zu erfüllen, so wahr mir Gott helfe!“

Nach der Totalrevision der Bundesverfassung von 1874 beriefen sich ab 1875 einzelne Stände- und Nationalräte auf den neu eingefügten Schutz vor der zwangsweisen Vornahme religiöser Handlungen. Sie wurden mittels Gelübde in die Pflicht genommen.

## Vereidigung der Träger öffentlicher Ämter der Kantone
Die Kantone regeln, welche der Trägerinnen und Träger ihrer öffentlicher Ämter zu vereidigen sind.
| Kanton                 | Eides-/Gelübdeformel | Vereidigt werden |
| ---------------------- | --- | --- |
| Zürich                 | Mitglieder des Kantonsrates oder des Regierungsrates: «Ich gelobe, als Mitglied dieses Rates Verfassung und Gesetze des Bundes und des Kantons Zürich zu halten, die Rechte der Menschen und des Volkes zu schützen und die Einheit und Würde des Staates zu wahren. Die Pflichten meines Amtes will ich gewissenhaft erfüllen.» Polizistinnen und Polizisten: «Ihr gelobet, der Regierung des Kantons Zürich Treue und Gehorsam zu leisten, den Befehlen Eures Chefs und der übrigen Vorgesetzten gewissenhaft und mit Eifer nachzukommen, in Euren Angaben vor Behörden Euch an die strengste Wahrheit zu halten, Verschwiegenheit über alles zu beobachten, was geheim zu halten Euch Eure Dienstpflichten gebieten, die Übertreter der Gesetze und Verordnungen ohne Ansehen der Person zu verzeigen, überhaupt Eure Verpflichtungen getreu zu erfüllen.» | Mitglieder des Kantonsrates oder des Regierungsrates, Aspirantinnen und Aspiranten des Polizeikorps, verschiedene Beamtinnen und Beamte, die vom Statthalter «ins Handgelübde zu nehmen» sind |
| Bern                   | Mitglieder des Grossen Rates: «Ich gelobe und schwöre, die Rechte und Freiheiten des Volkes und der Bürgerinnen und Bürger zu achten, die Verfassung und die verfassungsmässigen Gesetze streng zu befolgen und die Pflichten meines Amtes getreu und gewissenhaft zu erfüllen, so wahr mir Gott helfe!» «Ich gelobe auf meine Ehre und mein Gewissen, die Rechte und Freiheiten des Volkes und der Bürgerinnen und Bürger zu achten, die Verfassung und die verfassungsmässigen Gesetze streng zu befolgen und die Pflichten meines Amtes getreu zu erfüllen!» «Je promets et je jure de respecter les droits et les libertés du peuple, des citoyens et des citoyennes, d’observer strictement la Constitution et les lois constitutionnelles, et de remplir fidèlement et consciencieusement les devoirs de ma charge. Aussi vrai que Dieu m’assiste!» «Je promets sur mon honneur et ma conscience de respecter les droits et les libertés du peuple, des citoyens et des citoyennes, d’observer strictement la Constitution et les lois constitutionnelles, et de remplir fidèlement les devoirs de ma charge.» Polizistinnen und Polizisten: «Ich schwöre / Ich gelobe die Rechte und Freiheiten aller zu achten, die Verfassung und verfassungsmässigen Gesetze streng zu befolgen und die Pflichten meines Amts getreu und gewissenhaft zu erfüllen.» «Je jure / Je promets de respecter les droits et libertés de chacun, d'observer strictement la Constitution et les lois constitutionnelles, et de remplir fidèlement et consciencieusement les devoirs de ma charge.» | Mitglieder des Grossen Rates, Polizistinnen und Polizisten |
| Luzern                 | «Sie schwören / Sie geloben, die Rechte und Freiheiten des Volkes zu achten, die Verfassung und die Gesetze zu befolgen und die Pflichten Ihres Amtes gewissenhaft zu erfüllen.» | Vom Kantonsrat zu vereidigende Personen, Mitglieder des Gemeindeparlaments, des Gemeinderates, der Rechnungskommission sowie der Gemeindeschreiber oder die Gemeindeschreiberin               |
| Uri                    | | |
| Schwyz                 | Mitglieder des Kantonsrates: «Ich schwöre, die Verfassung und Gesetze des Kantons getreu zu handhaben, die Freiheiten und Rechte des Volkes zu achten, die Ehre und den Nutzen des Landes zu fördern und dessen Schaden abzuwenden und überhaupt die Pflichten meines Amtes getreu und gewissenhaft zu erfüllen, so wahr mir Gott helfe.» «Ich gelobe, die Verfassung und Gesetze des Kantons getreu zu handhaben, die Freiheiten und Rechte des Volkes zu achten, die Ehre und den Nutzen des Landes zu fördern und dessen Schaden abzuwenden und überhaupt die Pflichten meines Amtes getreu und gewissenhaft zu erfüllen.» Mitglieder der Gemeindebehörden: «Ich schwöre (gelobe), die mir nach Verfassung, Gesetz, Verordnung und Weisungen der vorgesetzten Behörden obliegenden Pflichten gewissenhaft, verschwiegen und ohne Ansehen der Person zu erfüllen, Geschenke weder mittelbar noch unmittelbar anzunehmen und alles zu tun, was zum Gemeinwohl gereichen mag.» Angehörige des Polizeikorps: «Ich schwöre / Ich gelobe, die Verfassung und die Gesetze zu achten, der Regierung des Kantons Schwyz und den Vorgesetzten Gehorsam zu leisten, meine Pflichten ohne Ansehen der Person, unbestechlich, nach bestem Wissen und Gewissen zu erfüllen, mich streng an die Wahrheit zu halten, die Rechte des Bürgers zu achten und zu schützen, über dienstliche Verrichtungen und Wahrnehmungen verschwiegen zu sein und mit ganzer Kraft meine Aufgaben zu erfüllen.» | Mitglieder des Kantonsrates, Bezirksammänner und Gemeindepräsidenten, Angehörige des Polizeikorps, Jagdverwalter und Wildhüter                                                                |
| Obwalden               | «Ich schwöre oder ich gelobe, die Verfassung und Gesetze des Kantons getreu zu befolgen, des Landes Ehre und Wohlfahrt nach Kräften zu fördern und Schaden abzuwenden sowie die mir übertragenen Amtspflichten gewissenhaft zu erfüllen.» | Mitglieder des Kantonsrats und des Regierungsrats |
| Nidwalden              | | |
| Glarus                 | «Ich gelobe und schwöre, die Verfassung und die verfassungsmässigen Gesetze strenge zu befolgen, die Rechte und Freiheiten des Volkes und der Bürger zu achten und die Vorschriften und Pflichten meines Amtes treu und gewissenhaft zu erfüllen, so wahr als ich bitte, dass mir Gott helfe.» «Ich gelobe, die Verfassung und die verfassungsmässigen Gesetze strenge zu befolgen, die Rechte und Freiheiten des Volkes und der Bürger zu achten und die Vorschriften und Pflichten meines Amtes treu und gewissenhaft zu erfüllen.» | Mitglieder des Landrates, Staatsanwälte, Jugendanwälte, Gerichtsschreiber, Polizisten, kantonale Jagd-, Fischerei- und Forstbediensteten und Wildhüter und die Revierförster                  |
| Zug                    | «Ich schwöre, die Verfassung und die Gesetze des Bundes und des Kantons getreu zu befolgen, die Rechte und Freiheiten des Volkes zu achten und zu schützen, die Ehre und Wohlfahrt des Kantons zu fördern und überhaupt allen amtlichen Pflichten so nachzukommen, dass ich es vor Gott verantworten kann.» «Ich gelobe, die Verfassung und die Gesetze des Bundes und des Kantons getreu zu befolgen, die Rechte und Freiheiten des Volkes zu achten und zu schützen, die Ehre und Wohlfahrt des Kantons zu fördern und überhaupt allen amtlichen Pflichten gewissenhaft nachzukommen.» | Mitglieder des Kantonsrats, Mitglieder und Ersatzmitglieder der Justizbehörden, |
| Freiburg               | Behördenmitglieder im Allgemeinen: «Ich schwöre, die Verfassung und die Gesetze treu zu befolgen, die Rechte des Volkes zu achten und die Pflichten meines Amtes gewissenhaft zu erfüllen, so wahr mir Gott helfe.» «Ich verspreche auf meine Ehre und mein Gewissen, die Verfassung und die Gesetze treu zu befolgen, die Rechte des Volkes zu achten und die Pflichten meines Amtes gewissenhaft zu erfüllen.» Mediatoren: «Ich schwöre oder ich verspreche auf meine Ehre und mein Gewissen: a) meine Aufgabe unter Beachtung der Gesetze, mit Ehrenhaftigkeit, Kompetenz und Menschlichkeit auszuüben; b) die mit meiner Aufgabe verbundene Unabhängigkeit zu wahren; c) im Verfahren keinerlei Druck auf die Parteien auszuüben, um ihre Zustimmung zu einer Einigung zu erlangen, die nicht frei ausgehandelt worden wäre; d) dafür zu sorgen, dass die Konfliktbeteiligten eine freiwillige und besonnene Vereinbarung abschliessen; e) auf keine Weise mehr ins Verfahren einzuschreiten, sobald meine Aufgabe erfüllt ist; f) den vertraulichen Charakter der Mediation zu bewahren; g) die Berufsregeln zu beachten.» | Mitglieder des Gemeinderats und des Generalrats (Gemeindeparlaments), Wildhüter-Fischereiaufseher Polizeibeamte Mediatoren Mitarbeiter der Freiburger Strafanstalt                            |
| Solothurn              | | |
| Basel-Stadt            | | |
| Basel-Landschaft       | Mit der Anlobung erklärt der oder die Gewählte, Verfassung und Gesetze des Kantons zu respektieren. | Alle von Volk und dem Landrat gewählte Personen und Mitarbeiter und Mitarbeiterinnen der Kantonspolizei                                                                                       |
| Schaffhausen           | | |
| Appenzell Ausserrhoden | «Die neugewählten Rats- und Gerichtspersonen sollen schwören oder geloben: In allen durch die Verfassung ihnen aufgetragenen Verrichtungen und Rechtssachen treu und gewissenhaft nach den Gesetzen des Landes zu handeln und zu urteilen, und Jeden beim Recht zu schützen und zu schirmen ohne Ansehen der Person. Damit aber Jeder seine Meinung bei seinem Gewissen ohne Rückhalt dürfe und könne erklären, schwören sie ferner: sich über Rats- und Gerichtsverhandlungen jeder Aussage zu enthalten, durch welche dem Lande Nachteil und Schaden erwachsen oder Einzelne ihrer gegebenen Meinung willen dem Neid und Hass ausgesetzt werden könnten.» – «Das hab’ ich wohl verstanden, was mir ist vorgelesen worden; das will ich wahr und stets halten, treulich und ohne alle Gefährde, so wahr ich wünsche und bitte, dass mir Gott helfe.» | Gemeindepräsidenten, Mitglieder des Gemeinderates, Mitglieder der Geschäftsprüfungskommission, Mitglieder des Gemeindeparlaments                                                              |
| Appenzell Innerrhoden  | Regierender Landammann: «Im Namen der Dreifaltigkeit. Amen. Ein jeder, der einen Eid zu schwören hat, soll wohl bedenken, welch ernste und verantwortungsvolle Sache dies ist. Er hat die drei Schwurfinger emporzuhalten, die ihn an die drei göttlichen Personen, zu denen er schwört, erinnern. Wenn nun jemand so gewissenlos wäre, einen falschen Eid, einen Meineid zu schwören oder etwas, das er eidlich versprochen und beschworen hat, nachher nicht zu halten, so solle er wissen, dass er eines der schwersten Verbrechen beginge. Wer wissentlich falsch schwört, der ruft Gott zum Zeugen der Lüge an, der verachtet die Gerechtigkeit Gottes und macht sich schrecklicher Strafen schuldig, in diesem und im jenseitigen Leben. Erstlich soll der Landammann schwören, die Ehre Gottes, sowie des Landes Nutz und Ehre zu fördern und den Schaden zu wenden, Witwen und Waisen und sonst männiglich zu schirmen und zum Rechten verhelfen zu wollen, so gut er könne und es ungefähr vermöge, jedermann zu richten, wie es ihm befohlen wird, nach den Rechten, wie sie ihm sein Gewissen weist, weder durch Wertgaben, Freundschaften, Feindschaften noch anderer Sachen willen, nur nach den Rechten und um den Lohn, der darauf gesetzt ist. Desgleichen soll er von keinem Fürsten noch Herrn keinerlei besondere Pension, Schenkung oder Gaben nehmen, denn in den Landsäckel.» – «Das hab ich wohlverstanden, wie es mir vorgelesen und eröffnet worden ist. Das will ich wahr und stets halten, treulich und ungefährlich. Also bitte ich, dass mir Gott und die Heiligen helfen. Amen.» Landleute (Mitglieder der Landsgemeinde): «Ebenso sollen die Landleute hinwiederum schwören, die Ehre Gottes, die Ehre des Landammanns und des Landes Nutz und Ehre zu fördern und den Schaden zu wenden und ein Ammann und dessen Gericht und Rat zu schirmen, dem Ammann und seinen Boten gehorsam zu sein, wozu jedermann aufgefordert wird, dass er es halte und ein Genüge leiste nach besten Kräften. Es sollen die Landleute auch in den Eid nehmen und schwören, dass sie von keinem Fürsten noch Herrn keine besondere Pension, Schenkungen, Miet oder Gaben nehmen wollen, es sei denn in den Landsäckel.» – «Das hab ich wohl verstanden, wie es mir vorgelesen und eröffnet worden ist. Das will ich wahr und stets halten, treu und ungefährlich. Also bitte ich, dass mir Gott und die Heiligen helfen. Amen.» | Regierender Landammann und Landleute |
| St. Gallen             | Mitglieder des Kantonsrates: «Ihr werdet geloben und schwören, die Pflichten, welche Euch Euer Amt auferlegt, mit aller Gewissenhaftigkeit und Treue, ohne Ansehen der Person zu erfüllen, überhaupt die öffentliche Wohlfahrt nach Euern Kräften zu fördern, so, wie Ihr es vor Gott und Eurem Gewissen verantworten möget.» – «Was mir vorgelesen wurde, schwöre ich zu tun und zu halten, so wahr mir Gott helfe.» «Ich gelobe, die Pflichten, welche mir mein Amt auferlegt, mit aller Gewissenhaftigkeit und Treue, ohne Ansehen der Person, zu erfüllen, überhaupt die öffentliche Wohlfahrt nach meinen Kräften zu fördern.» (Das Gelübde wird schriftlich geleistet.) Andere Personen: «Ihr werdet schwören: die Verfassung und Gesetze getreulich zu halten, die Pflichten Eures Amtes mit aller Gewissenhaftigkeit, ohne Ansehen der Person, zu erfüllen, dafür weder Geld noch Gabe, sei es mittelbar oder unmittelbar, anzunehmen und die öffentliche Wohlfahrt nach Kräften zu fördern, redlich, treu und ohne Falsch, so wie Ihr es vor Gott und Eurem Gewissen verantworten möget.» «Ihr werdet geloben: die Verfassung und Gesetze getreulich zu halten, die Pflichten Eures Amtes mit aller Gewissenhaftigkeit, ohne Ansehen der Person, zu erfüllen, dafür weder Geld noch Gabe, sei es mittelbar oder unmittelbar, anzunehmen und die öffentliche Wohlfahrt nach Kräften zu fördern, redlich, treu und ohne Falsch, so wie Ihr es vor Eurem Gewissen verantworten möget.» | Mitglieder des Kantonsrates, Behörden und Beamte von Staat und Gemeinden, die vom Kantonsrat gewählten Behördenmitglieder und die Magistratspersonen                                          |
| Graubünden             | «Sie als gewählte Präsidentin beziehungsweise gewählter Präsident des Grossen Rates (als gewählte Mitglieder des Grossen Rates), schwören zu Gott, alle Pflichten Ihres Amtes nach bestem Wissen und Gewissen zu erfüllen.» «Sie als gewählte Präsidentin beziehungsweise als gewählter Präsident des Grossen Rates (als gewählte Mitglieder des Grossen Rates), geloben, alle Pflichten Ihres Amtes nach bestem Wissen und Gewissen zu erfüllen.» «Sie als patentierte Notarin / patentierter Notar schwören zu Gott (geloben), dass Sie alle Pflichten Ihres Amtes nach bestem Wissen und Gewissen erfüllen werden.» | Mitglieder des Grossen Rates, Notare |
| Aargau                 | | |
| Thurgau                | | |
| Tessin                 | | |
| Waadt                  | | |
| Wallis                 | Abgeordnete: «Ich schwöre beim Namen Gottes, des Allmächtigen, der Verfassung des Kantons Wallis treu zu sein, die Rechte, die Freiheit und die Unabhängigkeit des Volkes und der Bürger zu ehren, nach allen meinen Kräften alles zu vermeiden und zu verhindern, was die Religion unserer Väter und die guten Sitten beeinträchtigen könnte, das Amt, das ich bekleide, nach bestem Gewissen zu verwalten und niemals meine Amtsbefugnisse zu überschreiten. Möge Gott mir helfen, diese Verpflichtungen zu erfüllen.» «Ich verspreche auf meine Ehre und mein Gewissen, der Verfassung des Kantons Wallis treu zu sein, die Rechte, die Freiheit und die Unabhängigkeit des Volkes und der Bürger zu ehren, nach allen meinen Kräften alles zu vermeiden und zu verhindern, was die guten Sitten beeinträchtigen könnte, das Amt, das ich bekleide, nach bestem Gewissen zu verwalten und niemals meine Amtsbefugnisse zu überschreiten.» Mitglieder der Justizbehörden: «Ich schwöre, die mir übertragenen Ämter nach bestem Gewissen auszuüben. Ich schwöre es beim Namen Gottes, so wie ich wünsche, dass er mir in meinem letzten Augenblick beistehe.» «Ich verspreche feierlich, die mir übertragenen Ämter nach bestem Gewissen auszuüben.» Notare: «Ich schöre [sic] im Namen Gottes / Ich verspreche bei meiner Ehre den mir anvertrauten Beruf des Notar [sic] gewissenhaft auszuüben, die Gesetze genau zu beachten und die mir übertragenen Pflichten mit aller Würde, Genauigkeit und Aufrichtigkeit wahrzunehmen.» Polizisten: «Ich schwöre beim Namen Gottes, oder ich verspreche feierlich, der Verfassung treu zu bleiben, meinen Vorgesetzten in dienstlichen Belangen zu gehorchen, alle Aufgaben, die mir die Gesetze und Vorschriften in Bezug auf meinen Dienst auferlegen, getreu zu erbringen, die mir anvertrauten Geheimnisse zu wahren, beim Ausüben meines Amtes eine bedingungslose Integrität an den Tag zu legen und die mir übertragene Gewalt einzig zur Aufrechterhaltung der Ordnung und zum Vollzug der Gesetze einzusetzen.» | Eingebürgerte, Abgeordnete und Suppleanten des Grossen Rates, Richter, Staatsanwälte, Notare, Polizisten, Eichmeister Wildschutz- und Forstbeamte,                                            |
| Neuenburg              | | |
| Genf                   | Mitglieder des Staatsrates: « Je jure ou je promets solennellement : d’être fidèle à la République et canton de Genève, d’observer et de faire observer scrupuleusement la constitution et les lois, sans jamais perdre de vue que mes fonctions ne sont qu’une délégation de la suprême autorité du peuple; de maintenir l’indépendance et l’honneur de la République, de même que la sûreté et la liberté de tous les citoyens; d’être assidu aux séances du Conseil et d’y donner mon avis impartialement et sans aucune acception de personnes; d’observer tous les devoirs que nous impose notre union à la Confédération suisse et d’en maintenir, de tout mon pouvoir, l’honneur, l’indépendance et la prospérité; de ne solliciter, ni d’accepter, pour moi ou pour autrui, ni directement, ni indirectement, aucun don, avantage ou promesse en raison de ma fonction et de ma situation officielle. » Mitglieder des Grossen Rates: « Je jure ou je promets solennellement : de prendre pour seuls guides dans l’exercice de mes fonctions les intérêts de la République selon les lumières de ma conscience, de rester strictement attaché aux prescriptions de la constitution et de ne jamais perdre de vue que mes attributions ne sont qu’une délégation de la suprême autorité du peuple; d’observer tous les devoirs qu’impose notre union à la Confédération suisse et de maintenir l’honneur, l’indépendance et la prospérité de la patrie; de garder le secret sur toutes les informations que la loi ne me permet pas de divulguer. » Beamte und Angestellte der Kantons- und Gemeindeverwaltungen: « Je jure ou je promets solennellement : d’être fidèle à la République et canton de Genève; de remplir avec dévouement les devoirs de la fonction à laquelle je suis appelé; de garder le secret de fonction sur toutes les informations que la loi ne me permet pas de divulguer; de dire, dans les rapports de service, toute la vérité sans faveur ni animosité; et, en général, d’apporter à l’exécution des travaux qui me seront confiés, fidélité, discrétion, zèle et exactitude. » | Mitglieder des Staatsrates und des Grossen Rates, Beamte und Angestellte der Kantons- und Gemeindeverwaltungen                                                                                |
| Jura                   | | |

## Vereidigung in der Armee
Im Gegensatz zu den Soldaten vieler anderen Staaten werden die Angehörigen der Schweizer Armee erst im Aktivdienst (entspricht in etwa dem deutschen Verteidigungsfall) vereidigt.

### Moderne Eidesformel
Das Dienstreglement der Schweizer Armee bestimmt in Kapitel 2, Ziffer 7 und 8 den Anlass und die Form der Vereidigung der Truppe:

7. Vereidigung im Aktivdienst

Im Aktivdienst bekräftigen die Angehörigen der Armee ihre Bereitschaft zur militärischen Pflichterfüllung mit dem Eid.

Bei der Abnahme des Eides vertritt ein Mitglied einer zivilen Behörde oder ein Kommandant den Bundesrat.

Der Vertreter des Bundesrates oder der Kommandant der zu vereidigenden Truppe verliest die Botschaft des Bundesrates, in der das Aufgebot zum Aktivdienst begründet wird.

Anschliessend spricht der Vertreter des Bundesrates die Eidesformel Satz für Satz vor. Die zu Vereidigenden sprechen sie Satz für Satz nach.

Wer nicht schwört, legt stattdessen das Gelübde ab.

8. Eid/Gelübde

«Ich schwöre/Ich gelobe,

- der Schweizerischen Eidgenossenschaft mit ganzer Kraft zu dienen;
- Recht und Freiheit des Schweizervolkes tapfer zu verteidigen;
- meine Pflichten auch unter Einsatz des Lebens zu erfüllen;
- der eigenen Truppe treu zu bleiben und in Kameradschaft zusammenzuhalten;
- die Regeln des Kriegsvölkerrechts einzuhalten.»

### Frühere Eidesformel
Die 1958 in der Armee gültige Eidesformel lautete, nach Verlesung der Eidesartikel des Dienstreglements, wie folgt:

«Es schwören oder geloben die Offiziere, Unteroffiziere und Soldaten:
- Der Eidgenossenschaft Treue zu halten;
- für die Verteidigung des Vaterlandes und seiner Verfassung Leib und Leben aufzuopfern;
- die Fahne niemals zu verlassen;
- die Militärgesetze treulich zu befolgen;
- den Befehlen der Oberen pünktlichen und genauen Gehorsam zu leisten;
- strenge Mannszucht zu beobachten und alles zu tun, was die Ehre und Freiheit des Vaterlandes erfordert.»

«Ich schwöre es.» – «Ich gelobe es.»